# 永樂電器
中國永樂電器銷售有限公司（除牌當時為0503.HK），在1996年於上海創立，由教師出身的陳曉一手創辦。1998年，開始轉移至家電及電子消費品專賣零售。2003年，公司與摩根士丹利亞洲的直接投資部展開合作。
2005年7月，永樂電器宣布收購燦坤於中國內陸地區所有門市，同時也宣告燦坤正式棄守大陸3C通路市場。
為上海地區市場最頂尖的家電連鎖零售商，也是全中國第三大家電連鎖零售商。與此同時，公司在2005年10月14日於香港交易所主板上市，直至2006年7月21日，被國美電器(0493.HK)以0.3247股新國美股份及現金0.1736港元換取永樂股份，通過交易完成後，已在2007年1月31日退出香港股市，永樂電器正式被國美所併購。